# Diálisis (bioquímica)

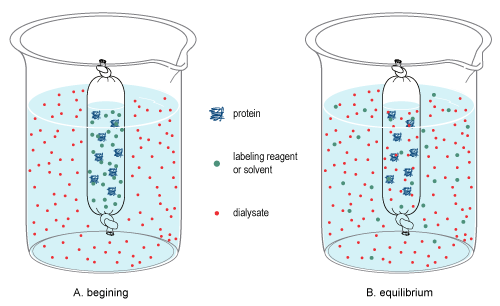
Difusión de solutos a través de una membrana.

En bioquímica, la diálisis es el proceso de separar las moléculas en una solución por la diferencia en sus índices de difusión o presión osmótica a través de una membrana semipermeable.
La diálisis es una técnica común de laboratorio, y funciona con el mismo principio que diálisis médica. Típicamente una solución de varios tipos de moléculas es puesta en un bolso semipermeable de diálisis, como por ejemplo, en una membrana de la celulosa con poros, y el bolso es sellado. El bolso de diálisis sellado se coloca en un envase con una solución diferente, o agua pura. Las moléculas lo suficientemente pequeñas como para pasar a través de los poros (a menudo agua, sales y otras moléculas pequeñas) tienden a moverse hacia adentro o hacia afuera del bolso de diálisis en la dirección de la concentración más baja. Moléculas más grandes (a menudo proteínas, ADN, o polisacáridos) que tiene dimensiones significativamente mayores que el diámetro del poro son retenidas dentro del bolso de diálisis. Una razón común de usar esta técnica puede ser para quitar la sal de una solución de la proteína. La técnica no distinguirá efectivamente entre proteínas.